# Pyramidula przevalskii
Pyramidula przevalskii ist eine Schneckenart in der Familie der Pyramidenschnecken (Pyramidulidae) aus der Unterordnung der Landlungenschnecken (Stylommatophora).

## Merkmale
Das rechtsgewundene Gehäuse ist niedrig-konisch, Es misst bis
2,8 bis 3 mm in der Höhe und 3 bis 3,25 mm in der Breite. Damit ist das Gehäuse etwas breiter als hoch (H/B-Index etwa 0,9). Die 4½ langsam zunehmenden Windungen sind an der Peripherie nur schwach konvex gewölbt. Sie sind durch eine tiefe Naht voneinander abgesetzt. Die letzte Windung entwickelt an der Peripherie eine deutliche Kante und ist relativ breiter. Der Nabel ist offen, die Nabellücke nimmt etwa 0,25 bis 0,2 der Gehäusebreite ein. Die querelliptische bis leicht mondförmige Mündung ist relativ groß. Sie steht schräg zur Windungsachse. Der Mundsaum ist einfach und gerade und ist nur im Bereich des Nabels umgeschlagen.
Das dünnwandige Gehäuse ist rotbraun bis hornfarben. Der Teleoconch weist feine bis gröbere Anwachsstreifen in unregelmäßigen Abständen auf.

## Ähnliche Arten
Pyramidula przevalskii besitzt im Adultstadium ein vergleichsweise sehr großes Gehäuse. Außerdem ist die Nabellücke vergleichsweise sehr eng, die anderen Arten der Gattung Pyramidula besitzen alle eine größere Nabellücke im Verhältnis zur Gehäusebreite.

## Geographische Verbreitung und Lebensraum
Das Verbreitungsgebiet ist auf ein kleines Gebiet in Westchina beschränkt (Xinjiang, Uigurisches Autonomes Gebiet, Hotan, Kreise Yutian und Keriya). Das Typmaterial stammt aus einer Höhe von 10.400 ft. über dem Meeresspiegel (ungefähr 3.170 m über NN).

## Taxonomie
Das Taxon wurde 1922 von Wassili Adolfowitsch Lindholm als Pyramidula (Pyramidula) rupestris subsp. przevalskii in die wissenschaftliche Literatur eingeführt. Henry Augustus Pilsbry folgte Lindholm, indem er das Taxon weiterhin als Unterart von Pyramidula rupestris betrachtete.

## Anmerkung
1. ↑  Es ist aber nicht das größte Gehäuse in der Gattung Pyramidula wie Balashov und Gural-Sverlova behaupten, da die var. scotaea Bourguignat, 1864 aus Algerien mit 3 × 3,5 mm noch etwas größer wird.